# Frederic Leighton

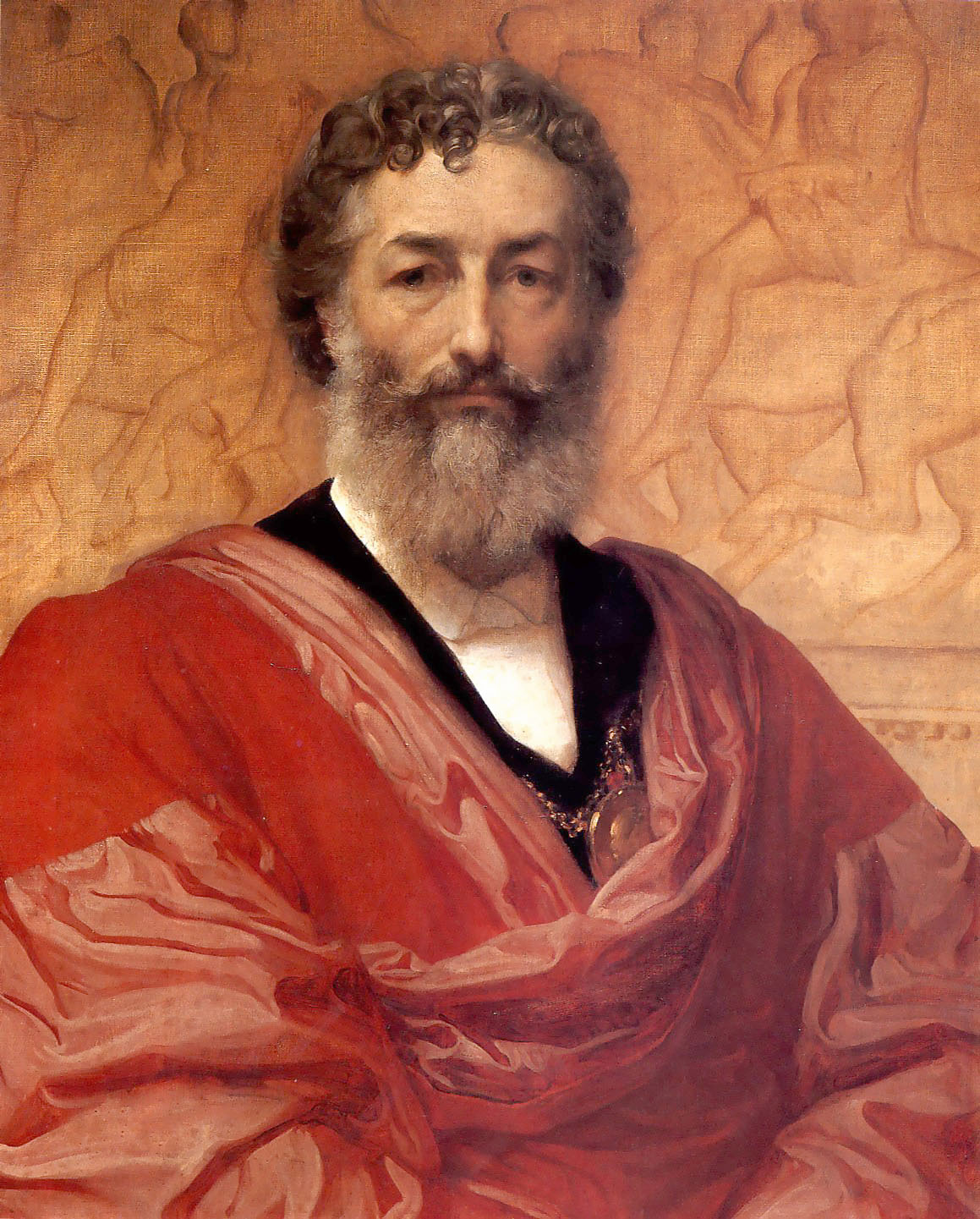
Zelfportret, 1880

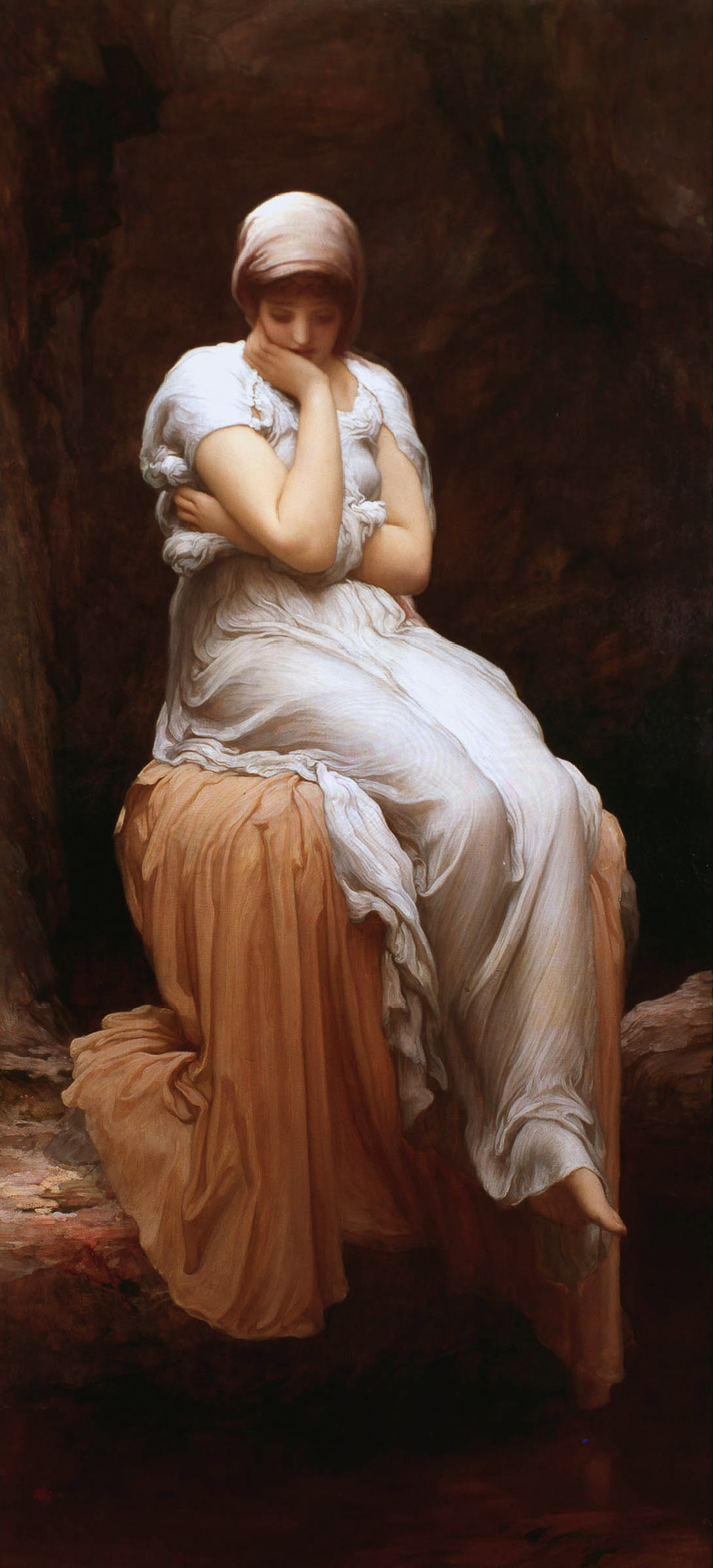
Sollitude, circa 1890

Frederic Leighton (Scarborough, 3 december 1830 – Londen, 25 januari 1896) was een gelauwerd Engels kunstschilder en beeldhouwer uit het victoriaanse tijdperk. Zijn thema's waren onder meer historische en Bijbelse onderwerpen en taferelen uit de Griekse en Romeinse mythologie. Op grond van zijn onderwerpkeuze en stijl wordt hij wel geassocieerd met de prerafaëlieten.

## Leven en werk
Leighton werd geboren in een gegoede familie. Zijn grootvader was arts aan het Russische hof in Sint-Petersburg en had daar een fortuin aan overgehouden. Ook zijn vader was arts.
In 1825 verliet de familie Rusland en reisde vervolgens door Europa, waardoor de jonge Leighton al vroeg in contact kwam met internationale kunstuitingen. Hij bezocht University College School in Londen, maar ontving zijn artistieke opleiding op het vasteland, in Berlijn, Brussel, Parijs en Frankfurt.
In 1852 ging hij naar Rome en bewoog zich daar in kunstenaarskringen, waar hij kennismaakte met onder anderen William Makepeace Thackeray en Robert Browning. Later, in 1861, zou hij in opdracht van Elizabeth Barrett Browning de graftombe ontwerpen voor haar echtgenoot op de Engelse begraafplaats in Florence.
In Rome werkte hij twee jaar lang aan het schilderij Cimabue's Celebrated Madonna Is Carried in Procession Through the Streets of Florence, dat in 1855 werd tentoongesteld bij de Royal Academy of Arts en daar een sensatie veroorzaakte. Het werk werd vrijwel meteen aangekocht door koningin Victoria.
Van 1855 tot 1859 woonde en werkte hij in Parijs, waar hij bekende Franse schilders ontmoette, onder wie Ingres, Eugène Delacroix, Jean-Baptiste Corot en Jean François Millet.
In 1860 vestigde Leighton zich in Londen, waar hij in 1864 geassocieerd lid werd van de Royal Academy, volledig lid in 1868 en president van het instituut in 1878, een positie die hij zou bekleden tot 1896. In 1877 voltooide hij het beeldhouwwerk Athlete Wrestling with a Python, waarmee volgens critici de renaissance van de Britse beeldhouwkunst werd ingeluid, destijds aangeduid als 'New Sculpture'.
In 1864 kocht hij een stuk grond in Holland Park, waar hij een groot huis liet bouwen, waarvan de constructie in verschillende fasen 30 jaar in beslag nam. Het huis bevat nu het Leighton House Museum, waarin werk van de kunstenaar en delen van zijn collecties zijn te zien.
Frederic Leighton werd in 1878 geridderd. Acht jaar later ontving hij de titel van baronet.
In 1896 werd hij de eerste kunstenaar in Engeland die een adellijke titel verwierf. Hem werd de erfelijke titel van baron toegekend. Hiervan heeft hij echter maar zeer kort kunnen genieten, want een dag na de toekenning overleed hij. Aangezien Leighton altijd ongetrouwd was gebleven en geen nageslacht had, verviel de titel meteen.

## Galerij

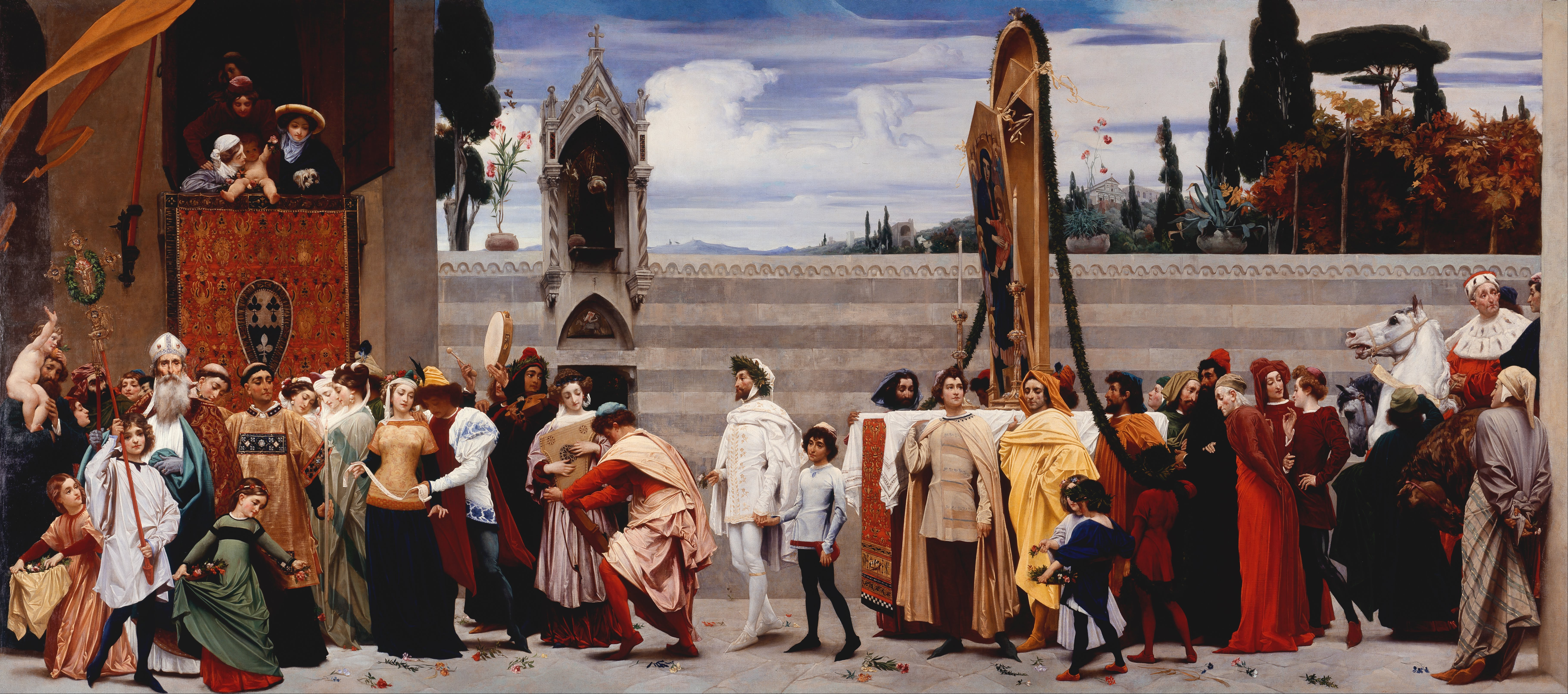
Cimabues gevierde Madonna wordt in processie door de straten van Florence gedragen, 1853-1855
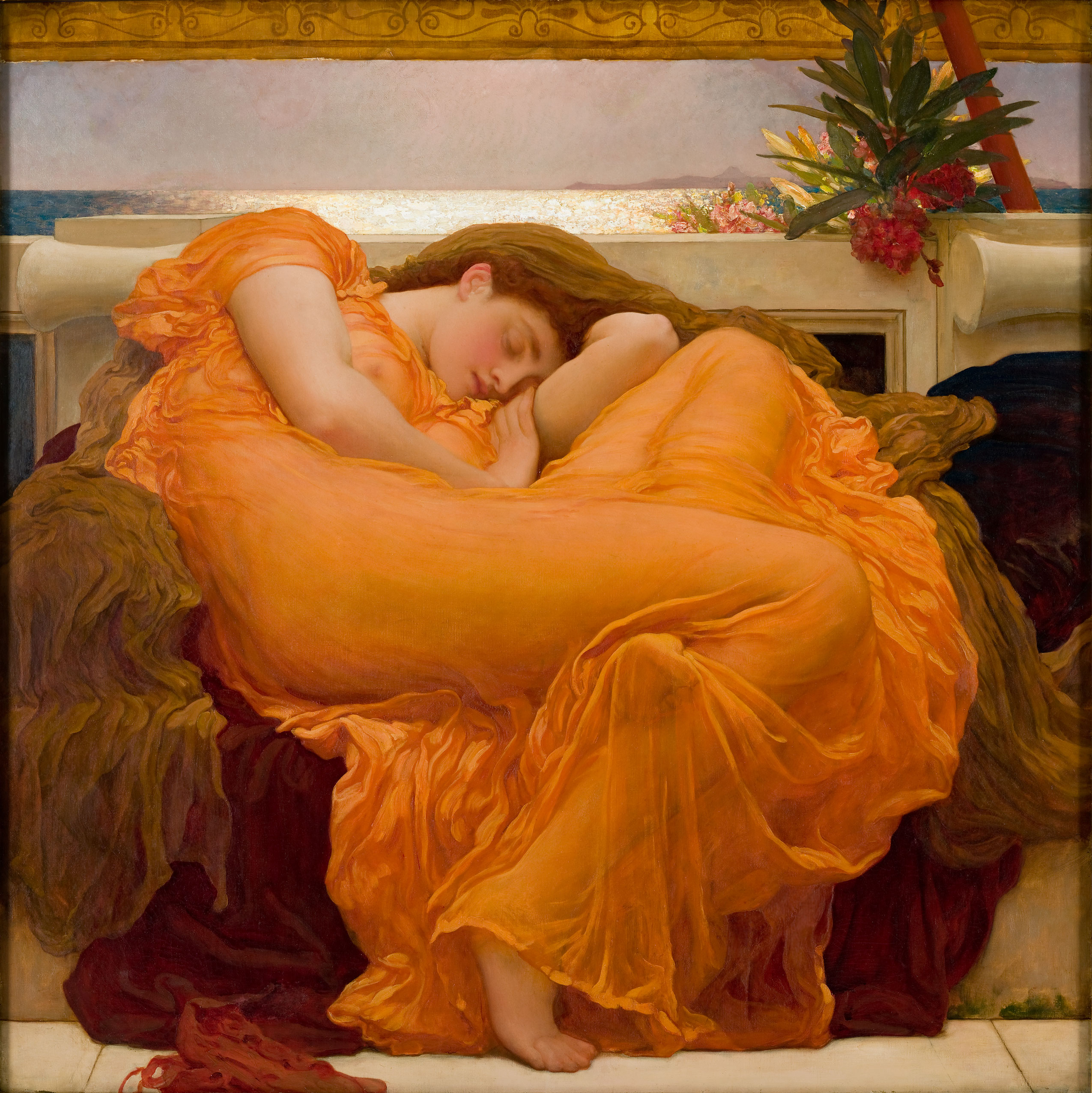
Flaming June, 1895